# Mickeys juleeventyr
Mickeys juleventyr (eng.: Mickey's Christmas Carol) er en amerikansk animeret familie-komedie-drama featurette fra 1983, som er instrueret og produceret af Burny Mattinson. Tegnefilmen er en fortolkningaf Charles Dickens' novelle fra 1843, Et juleeventyr, og har Scrooge McDuck i hovedrollen som Ebenezer Scrooge . Mange andre Disney-karakterer, primært fra Mickey Mouse-universet, samt Jiminy Cricket fra Pinocchio (1940), og karakterer fra Robin Hood (1973) og Hr. Tudse og Søvnigdalens Legende (1949), blev castet gennem hele filmen. Filmen blev produceret af Walt Disney Pictures og udgivet af Buena Vista Distribution . I USA blev den første gang sendt på tv på NBC den 10. december 1984. 